# ルアンダ (小惑星)
ルアンダ (1431 Luanda) は、小惑星帯に位置する小惑星。
1937年、シリル・ジャクソンが南アフリカ連邦（現在の南アフリカ共和国）のヨハネスブルグで発見した。

## 名称
アンゴラの首都、ルアンダに因む。命名は1980年2月の小惑星回報（MPC 5182）で公表された。
この時の小惑星回報では、1930年代にジャクソンがヨハネスブルクで発見した小惑星のうち16個（共同発見1個を含む）に対して、アフリカの地名に因んだ命名が行われている。この中には (1712) アンゴラ や、同国の港湾都市に因む (1784) Benguella も含まれる。

## 註
1. ↑  MPC 5182（1980年2月1日）